# Georg Nordensvan
Georg Gustaf Nordensvan, född 3 december 1855 i Stockholm, död där 8 april 1932, var en svensk konsthistoriker, kritiker och författare.

## Biografi
Georg Nordensvan föddes som andre son till arméofficer Otto Nordensvan (1811-1892) och hans hustru Louise Hildegard Roos. Ätten Nordensvan är en gren av prästsläkten Alopæus som ursprungligen kommer från Viborg. Efter studentexamen i Uppsala 1874 sökte sig Georg liksom brodern Carl Otto till armén och tog 1876 officersexamen. Han lämnade emellertid armén samma år på grund av dålig hälsa. 
Han kom istället att ägna sig åt konststudier vid Konstakademien 1877-1882 och han debuterade som skönlitterär författare 1877. I sina romaner anslöt han till 1880-talets impressionism, och gav som konstkritiker i flera betydelsefulla tidningar, såsom (Dagens nyheter och Aftonbladet, sitt stöd åt 80-talismens estetik. Under åren 1886 till 1902 var Nordensvan redaktör för den årligen utkommande kalendern Nornan.
Nordensvan är framför allt känd för sin verksamhet under 1900-talet, som han ägnade åt verk om konsthistoria och teaterhistoria och han skrev ett antal standardverk, exempelvis Svensk teater och svenska skådelspelare från Gustaf III till våra dagar och Svensk konst och svenska konstnärer i 19:e århundradet.
Åren 1912 till 1914 var Nordensvan ledamot av nämnden för Nationalmuseum och han blev senare hedersledamot av Konstakademien samt hedersdoktor vid Uppsala universitet. I unga år var han verksam som konstnär och finns representerad vid bland annat Nationalmuseum i Stockholm.

### Skönlitteratur
- Framtidsmän : en bild ur lifvet. Nya följetongen, 99-0948762-4 ; 1877:14-20. Stockholm: Bonnier. 1877. Libris 1599259
- I kasern : Sven Svenssons minnen från krigarlifvet, upptecknade. Stockholm: Bonnier. 1878. Libris 1599264
- Befriaren : romantiserad berättelse : med tvenne illustrationer. Öreskrifter för folket, 99-1474700-0 ; 99. Stockholm: Bonnier. 1879. Libris 1601976
- Guido : ur Bobs efterlemnade papper. Stockholm: Bonnier. 1880. Libris 20915314. http://hdl.handle.net/2077/53269
- Skattsökarne : ett blad ur Gripsholms häfder. Nya följetongen, 99-0948762-4 ; 1880:45-50. Stockholm: Bonnier. 1880. Libris 1599265
- Stjernfall : novell. Göteborg: Hedlund. 1880-1881. Libris 19949311. https://gupea.ub.gu.se/handle/2077/50484 - Tillsammans med Ernst Lundquist.
- I harnesk : roman. Stockholm: Z. Hæggström. 1882. Libris 1599263. http://hdl.handle.net/2077/54100
- Penseldrag : skizzer och studier. Stockholm: Z. Hæggströms förlags-expedition. 1883. Libris 22698919. http://hdl.handle.net/2077/56499
- Skuggspel : tidsbilder. Stockholm: Z. Hæggström. 1884. Libris 22283181. http://hdl.handle.net/2077/54975
- Figge : en berättelse ur konstnärslifvet. Stockholm: Bonnier. 1885. Libris 1248389. https://gupea.ub.gu.se/handle/2077/51502
- Lek : novelletter. Stockholm: Bonnier. 1887. Libris 21892052. http://hdl.handle.net/2077/54345
- Lifsuppgifter : två berättelser. Stockholm: Bonnier. 1887. Libris 21890338. http://hdl.handle.net/2077/54339
- Hvad Figge blef och andra berättelser. Stockholm: Bonnier. 1890. Libris 20036326. http://hdl.handle.net/2077/51821
- Silkeskaninen : en roman i utkast. Stockholm: Bonnier. 1894. Libris 21960887. http://hdl.handle.net/2077/54470
- Tre små romaner: Baronessan Bartinsky, Min sommarkärlek, Aja. Stockholm: Bonnier. 1894. Libris 22198673. http://hdl.handle.net/2077/54882
- Unge Jeppe : ett första utkast : (ej afsedt för scenen i dess nuvarande form). Stockholm. 1895. Libris 7k85zbjm5tr475wz. http://hdl.handle.net/2077/62896
- Fästmanssoffan : lustspel i tre akter. Stockholm: Ljus. 1902. Libris 1727905
- Mig lurar du inte! : lustspel i en akt. Svenska teatern, 99-1250025-3 ; 301. Stockholm: Bonnier. 1905. Libris 1719516

### Varia
- Skatten på Gripsholm : bilder från förra århundradet. Stockholm. 1880. Libris 3399503
- Gripsholm : kortfattad handbok för resande. Stockholm: P. A. Norstedt & S:r. 1881. Libris 1599260
- Franskt måleri och tyskt. Stockholm. 1886. Libris 1863982
- Vårt nyaste drama. Stockholm. 1886. Libris 2938650
- Från Stockholms teatrar : några bilder. Stockholm: Geber. 1889. Libris 8222456 - Medförfattare: Victor Andrén.
- Svensk konst och svenska konstnärer i nittonde århundradet. Stockholm: Bonnier. 1892. Libris 28223
  -  Ny, grundligt omarbetad upplaga (Ny, grundligt omarb., uppl.). Stockholm: Bonnier. 1925-1928. Libris 10236899. https://runeberg.org/svekon19/
- Mälardrottningen : en skildring i ord och bild af Sveriges hufvudstad och dess omgifningar. Stockholm. 1896. Libris 247123
- De bildande konsternas historia under 19:de århundradet. Stockholm: Geber. 1900. Libris 1158113
- I rampljus : svenska teaterstudier. Stockholm: Bonniers. 1900. Libris 284335
- Carl Larsson : en studie. Stockholm: Ljus. 1901. Libris 1231559
- Bildkonsten : med 24 konstbilagor och 394 bilder i texten. Stockholm. 1902-1903. Libris 2938634
- Gripsholm och dess konstskatter. Stockholm: Komiterade för pressens lotteri. 1902. Libris 544928
- ”En ungdomsvän”. När vi började : ungdomsminnen af svenska författare:  sid. 111-120. 1902. https://runeberg.org/narviborja/0139.html. Libris 11171662
- Sveriges konst : från 1700-talets slut till 1900-talets början i dess hufvuddrag. Stockholm: Ljus. 1904. Libris 22550259. http://hdl.handle.net/2077/59813
- Carl Larsson : en studie. Studentföreningen Verdandis småskrifter, 99-0470915-7 ; 135. Stockholm: Bonnier. 1906. Libris 1779966
- Konstnärsklubben 1856-1906. Stockholm: Wahlström & Widstrand. 1906. Libris 1159450
- Allmän konsthistoria. Stockholm: Geber. 1911-1912. Libris 1637706
- Svensk teater och svenska skådespelare från Gustav III till våra dagar. Stockholm: Bonnier. 1917-1918. Libris 8073964
- Carl Larsson. Sveriges allmänna konstförenings publikation, 99-0481499-6. Stockholm. 1920-1921. Libris 542572
- Svensk konst och svenska konstnärer i nittonde århundradet. 2, Från Karl XV till sekelslutet. Stockholm: Bonnier. 1928. Libris 3d3bf7gz1fqngdts. http://hdl.handle.net/2077/59895
- Sveriges allmänna konstförening 1832-1932 : en historik och jubileumsskrift. Sveriges allmänna konstförenings publikation, 99-0481499-6 ; 41. Stockholm: Sveriges allmänna konstförening. 1932. Libris 560851

## Redaktörskap
- Nornan: svensk kalender Årgång 13-29. Stockholm: Skoglund. 1886-1901. Libris 2110519. https://runeberg.org/nornan/
- Hundra bildkonstens mästerverk. Stockholm: Ljus. 1904. Libris 2187335
- Lundgren, Egron (1905). Reseskildringar, anteckningar och bref. Stockholm: Bonnier. Libris 1727584 - Samlade och utgivna av Georg Nordensvan.